# 群体认同
在社會學中，集體認同（英語：Collective identity）或群體認同（英語：group identity）是指一種社會我群身份或多位個人對某個集體單位或社會群體的歸屬感，這樣的歸屬感以特定的特徵構成，以與其他集體區別。
在如此情況下，自我和他者建立起一致的认同关系，在认知上把他者看作自我的延伸，而且自我和他者的界限会逐渐变得模糊起来，同時将他者纳入自我的身份界定中。